# Francesca Pallarès i Salvador
Francesca Pallarès i Salvador (Barcelona, 1934) es una arqueóloga y profesora universitaria catalana.

## Biografía
Se formó en la Universidad de Barcelona. Fue profesora de la universidad La Sapienza, de Roma. Estuvo vinculada desde 1958 a l'Istituto Internazionale di Studi Liguri de Bordighera y, partir de 1978 se convirtió en la directora.
Ha publicado numerosos trabajos sobre arqueología, especialmente cerámica, como El poblado ibérico de San Antonio de Calaceite (1965), basado en los diarios de excavación - inéditos- de Bosch Gimpera, Las excavaciones de la Plaza de San Miguel y la topografía romana de Barcino (1969) o La topografía e le origini di Barcellona romana (1970).

## Premios y reconocimientos
El 20 de febrero de 2013 fue elegida académica de la Real Academia Catalana de bellas artes de Sant Jordi, para Imperia (Italia), aprobando así la propuesta en su día presentada por los académicos Guitart i Duran, Antoni Pladevall i Verrié i Faget.
En 2016 se le hizo un homenaje en el Museo de Historia de Barcelona (MUHBA), en reconocimiento a su trayectoria. Durante el acto, celebrado en la Sala Martí l'Humà, Pallarès pronuncia la conferencia Barcino: excavaciones en la plaza San Miguel. Experiencias y recuerdos. 